# Liste der Baudenkmäler in Tyrlaching

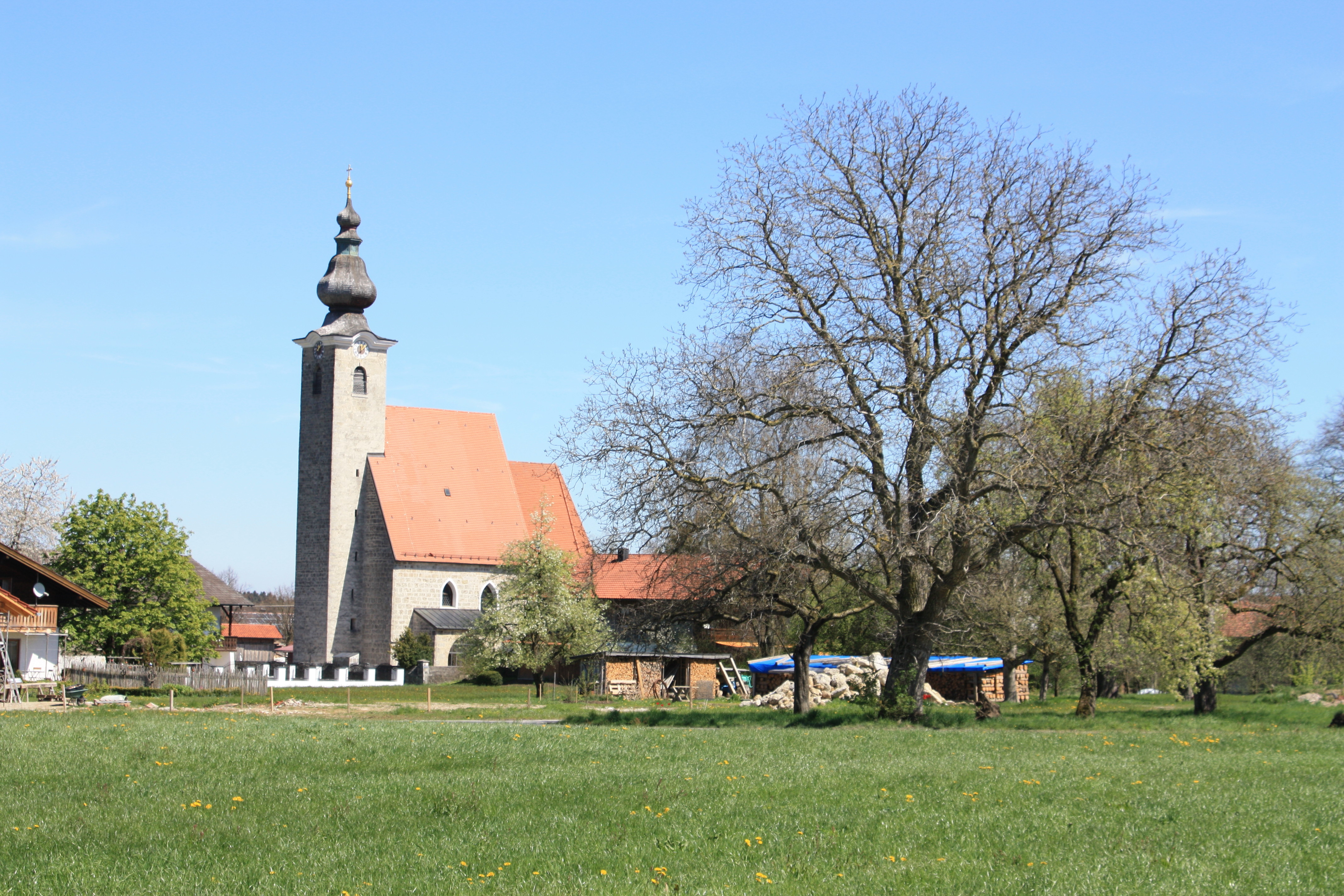
Blick auf Oberbuch

Auf dieser Seite sind die Baudenkmäler in der oberbayerischen Gemeinde Tyrlaching zusammengestellt. Diese Tabelle ist eine Teilliste der Liste der Baudenkmäler in Bayern. Grundlage ist die Bayerische Denkmalliste, die auf Basis des Bayerischen Denkmalschutzgesetzes vom 1. Oktober 1973 erstmals erstellt wurde und seither durch das Bayerische Landesamt für Denkmalpflege geführt wird. Die folgenden Angaben ersetzen nicht die rechtsverbindliche Auskunft der Denkmalschutzbehörde.

## Baudenkmäler nach Gemeindeteilen

### Tyrlaching
| Lage                                                | Objekt                                     | Beschreibung | Akten-Nr.     | Bild           |
| --------------------------------------------------- | ------------------------------------------ | --- | ------------- | -------------- |
| Aufeld (Standort)                                   | Wegkapelle                                 | 19. Jahrhundert; östlich des Ortes nahe der Kirchbründlstraße | D-1-71-134-10 | BW             |
| Chiemseestraße 16 (Standort)                        | Zugehörige Hütte                           | querstehend, zum Teil Blockbau, mit Bundwerk und Getreidekasten im Obergeschoss, Anfang 19. Jahrhundert | D-1-71-134-2  | BW             |
| Rainbichlweg 4 (Standort)                           | Ehemaliges Kleinbauernhaus                 | mit Blockbau-Obergeschoss, Giebelschrot und Bundwerk, im Kern wohl zweite Hälfte 17. Jahrhundert | D-1-71-134-5  | BW             |
| Rupertistraße 3 (Standort)                          | Zugehörig kleiner Bundwerkstadel           | bezeichnet mit dem Jahr 1840 | D-1-71-134-6  | BW             |
| Rupertistraße 17 (Standort)                         | Gasthof zur Post                           | zweigeschossiger Flachsatteldachbau, südlich mit kleinem Erkeranbau, wohl 19. Jahrhundert; zugehörig ehemalige Kegelbahn (Nebengebäude) mit hölzernem Laubengang und Balustergeländer, Ostflügel aus Natursteinmauerwerk und stichbogigen Fenstern, bezeichnet mit dem Jahr 1848; gegenüber stattlicher Wirtsstadel, massiv, mit Putzgliederung, bezeichnet mit dem Jahr 1932 | D-1-71-134-7  | BW             |
| Rupertistraße 21 (Standort)                         | Katholische Pfarrkirche St. Johann Baptist | Saalkirche, aus Tuffstein erbaut, 1509, Sakristeianbau 1891; mit Ausstattung | D-1-71-134-1  | weitere Bilder |
| Schulstraße 2 (Standort)                            | Wohnhaus                                   | zweigeschossiger Satteldachbau mit Stuck- und Putzverzierungen, 1868, zum Teil von 1949 | D-1-71-134-8  | BW             |
| Tyrlachinger Feld, nordwestlich des Orts (Standort) | Feldkapelle                                | verputzter Kreuzdachbau mit Dachreiter, Mitte 19. Jh. | D-1-71-134-38 | BW             |
| Watzmannstraße 22a (Standort)                       | Ehemaliges Bauernhaus                      | mit Blockbau-Obergeschoss, Flachsatteldach und umlaufendem Schrot, 18. Jahrhundert; 1983 transferiert aus Perach (Gemeinde Ainring) | D-1-71-134-9  | BW             |

### Moosen
| Lage                        | Objekt      | Beschreibung | Akten-Nr.     | Bild |
| --------------------------- | ----------- | --- | ------------- | ---- |
| Aichbichler Feld (Standort) | Wegkapelle  | mit Pyramidendach, Anfang 19. Jahrhundert; am südlichen Ortsrand | D-1-71-134-20 | BW   |
| Moosen 1 (Standort)         | Vierseithof | nördlich stattliches Wohnstallhaus mit bemaltem Bundwerk und bemalter Hochlaube, Hausfigur eines hl. Laurentius, wohl noch barock, bezeichnet mit dem Jahr 1839; südlich bemalter Stallstadel mit Bundwerk, bezeichnet mit dem Jahr 1834; westlich Stall mit Bundwerk, bezeichnet mit dem Jahr 1861; östlich Verbindungsbau mit Hofdurchfahrt | D-1-71-134-18 | BW   |
| Moosen 4 (Standort)         | Bauernhaus  | mit rückseitigem Bundwerk und Türe am Heuboden, bezeichnet mit dem Jahr 1842, zwei aufgedoppelte Haustüren, Hochlaube und Fresko, bezeichnet mit dem Jahr 1842; Getreidekasten, erdgeschossiger Blockbau, freistehend im Garten, wohl erste Hälfte 18. Jahrhundert                                                                            | D-1-71-134-19 | BW   |

### Niederbuch
| Lage                     | Objekt         | Beschreibung                                                                             | Akten-Nr.     | Bild |
| ------------------------ | -------------- | ---------------------------------------------------------------------------------------- | ------------- | ---- |
| Niederbuch 3 (Standort)  | Bundwerkstadel | Südflügel des Dreiseithofes, Mitte 19. Jahrhundert                                       | D-1-71-134-21 | BW   |
| Niederbuch 7 (Standort)  | Bauernhaus     | mit Blockbau-Obergeschoss, erste Hälfte 19. Jahrhundert                                  | D-1-71-134-22 | BW   |
| Niederbuch 11 (Standort) | Bauernhaus     | mit Blockbau-Obergeschoss, erste Hälfte 19. Jahrhundert                                  | D-1-71-134-23 | BW   |
| Niederbuch 17 (Standort) | Bauernhaus     | mit Blockbau-Obergeschoss, um 1800; südlich Bundwerkstadel, erste Hälfte 19. Jahrhundert | D-1-71-134-25 | BW   |

### Oberbuch
| Lage                            | Objekt                                   | Beschreibung | Akten-Nr.     | Bild           |
| ------------------------------- | ---------------------------------------- | --- | ------------- | -------------- |
| Kirchweg 8 (Standort)           | Katholische Kirche St. Petrus und Paulus | zweischiffige Hallenkirche, Tuffquaderbau, Mitte 15. Jahrhundert, Westturm, Ende 14. Jahrhundert; mit Ausstattung | D-1-71-134-27 | weitere Bilder |
| Nähe Sternstraße (Standort)     | Wegkapelle                               | 19. Jahrhundert | D-1-71-134-31 | BW             |
| Oberbucher Straße 10 (Standort) | Vierseithof                              | Bauernhaus des Vierseithofes, Wohnstallhaus, ehemals mit Rossstall, erste Hälfte 19. Jahrhundert; südlich Stall mit Bundwerk im Obergeschoss, Mitte 19. Jahrhundert; westlich Stadel mit reichem Bundwerk, Mitte 19. Jahrhundert                                             | D-1-71-134-28 | weitere Bilder |
| Oberbucher Straße 14 (Standort) | Vierseithof                              | westlich Wohnhaus, zweigeschossiger verputzter Flachsatteldachbau mit Giebellaube, wohl erste Hälfte 19. Jahrhundert; östlich „Hütte“, mit Bundwerk, bezeichnet mit dem Jahr 1860; übrige Wirtschaftsgebäude (Nordflügel und Südflügel), mit Bundwerk, Mitte 19. Jahrhundert | D-1-71-134-30 | BW             |

### Weitere Gemeindeteile
| Lage                                   | Objekt                                    | Beschreibung | Akten-Nr.     | Bild |
| -------------------------------------- | ----------------------------------------- | --- | ------------- | ---- |
| Eberheissing Eberheissing 1 (Standort) | Türgerüst                                 | aus Sandstein und geschnitzte Tür, bezeichnet mit dem Jahr 1868 | D-1-71-134-11 | BW   |
| Emmering Emmering 3 (Standort)         | Vierseithof „Beim Ziegelmaier“            | Wohnstallhaus (Nordflügel), zweigeschossig mit Kniestock und Putzgliederung, um 1900 nach Brand des Vorgängerbaus größtenteils neu errichtet; sogenannte Hütte (Westflügel) und Stalltrakt, mit Durchfahrt (Ostflügel), Mitte 19. Jahrhundert; sehr stattlicher Bundwerkstadel (Südflügel) mit reichen Zierdetails und Bemalungen, bezeichnet mit dem Jahr 1859. Zugehörig drei Getreidekästen, davon zwei übereinanderstehend, bezeichnet mit dem Jahr 1546/1601 und 1791, der seitlich angefügte bezeichnet mit dem Jahr 1793; Zuhaus, mit gewölbtem Erdgeschoss, nach Mitte 19. Jahrhundert, im Kern älter | D-1-71-134-12 | BW   |
| Kienertsham Kienertsham 2 (Standort)   | Kapellenbildstock                         | mit Zeltdach, erstes Drittel 19. Jahrhundert. | D-1-71-134-14 | BW   |
| Kienertsham Kienertsham 4 (Standort)   | Vierseithof                               | Gitterbundwerkstadel, Südtrakt des Vierseithofes, um 1840/50; östlich Hütte, teilweise Blockbau, wohl Mitte 19. Jahrhundert | D-1-71-134-13 | BW   |
| Starkern Starkern 3 (Standort)         | Bauernhaus eines ehemaligen Vierseithofes | Mitterstubenbau, mit Blockbau-Obergeschoss und Traufschrot, wohl 18. Jahrhundert | D-1-71-134-33 | BW   |
| Stockham Stockham 1 (Standort)         | Vierseithof                               | Hütte, Osttrakt des Vierseithofes, mit Bundwerk, Mitte 19. Jahrhundert; südlich Stadel, ostseitig mit Bundwerk, Mitte 19. Jahrhundert | D-1-71-134-34 | BW   |
| Waltenham Nähe Waltenham (Standort)    | Bildstock                                 | mit Zeltdach, erstes Drittel 19. Jahrhundert; südwestlich an der Hauptstraße | D-1-71-134-36 | BW   |
| Wiesenzart Wiesenzart 1 (Standort)     | Bauernhaus                                | ehemaliges Wohnstallhaus mit Hochlaube, geschnitzte Balkenköpfe, zwei kleine Fresken, Haustür, bezeichnet mit dem Jahr 1856; querstehend Stallstadel mit Bundwerkoberteil, gleichzeitig | D-1-71-134-37 | BW   |

## Ehemalige Baudenkmäler
In diesem Abschnitt sind Objekte aufgeführt, die früher einmal in der Denkmalliste eingetragen waren, jetzt aber nicht mehr. Objekte, die in anderem Zusammenhang also z. B. als Teil eines Baudenkmals weiter eingetragen sind, sollen hier nicht aufgeführt werden. Aktennummern in diesem Abschnitt sind ehemalige, jetzt nicht mehr gültige Aktennummern.

| Lage                                       | Objekt                   | Beschreibung  | Akten-Nr.    | Bild |
| ------------------------------------------ | ------------------------ | ------------- | ------------ | ---- |
| Tyrlaching Hans-Werner-Straße 2 (Standort) | Zugehörig Bundwerkstadel | wohl von 1854 | D-1-71-134-3 | BW   |